# اسکارابی: یک آدم چقدر زمین می‌خواهد؟
اسکارابی: یک آدم چقدر زمین می‌خواهد؟ فیلمی است به کارگردانی هانس-یورگن زیبربرگ بر اساس «یک آدم چقدر زمین می‌خواهد؟» لئو تولستوی.